# Lin Zushen
Lin Zushen (chiń. upr. 林祖沈; pinyin Lín Zǔshěn; ur. 1 marca 1994) – chiński zapaśnik walczący w stylu wolnym. Olimpijczyk z Tokio 2020, gdzie zajął siódme miejsce w kategorii 86 kg. Zajął dziesiąte miejsce na mistrzostwach świata w 2023 roku. 
Brązowy medalista mistrzostw Azji w 2018 roku.